# Cốt khí tía
Cốt khí tía hay đoản kiếm tía, ve ve cái (danh pháp: Tephrosia purpurea) là loài thực vật có hoa thuộc họ Đậu. Cây cốt khí tía có ở Ấn Độ, Sri Lanka và Việt Nam, tại những nơi đất bạc màu.
Sử dụng làm thuốc đánh cá. 

## Hình ảnh

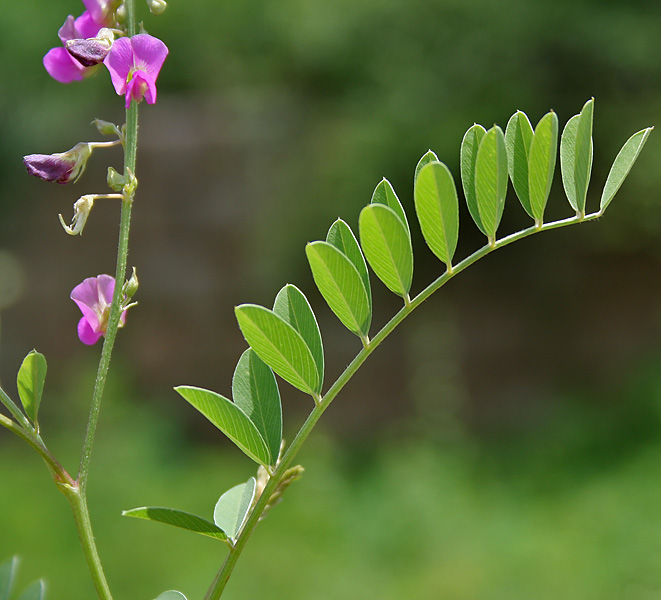
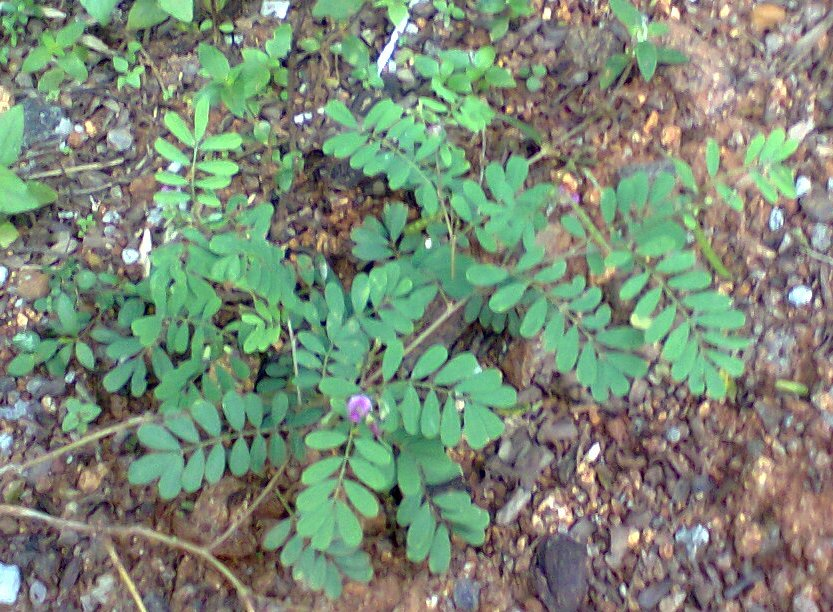
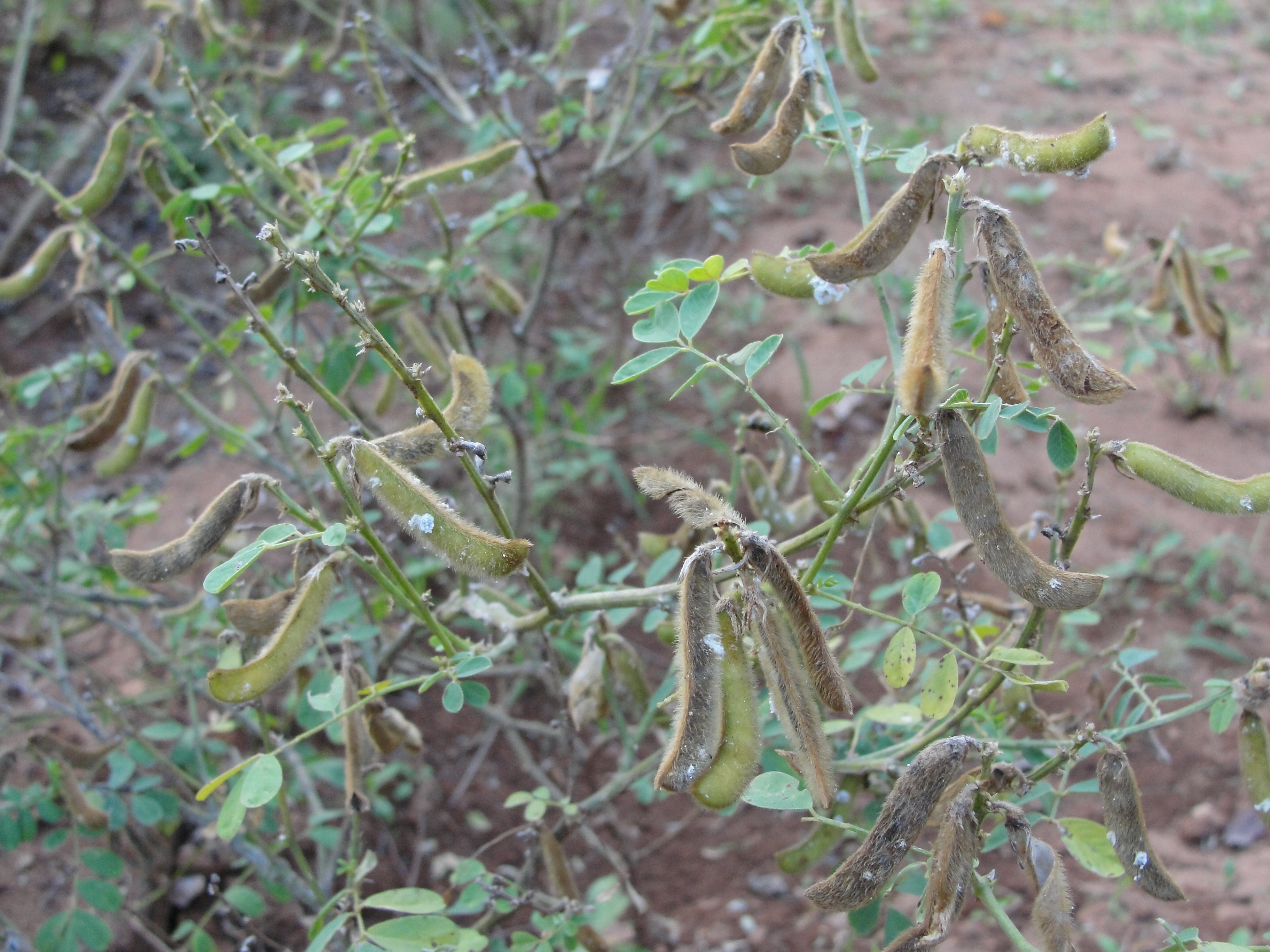
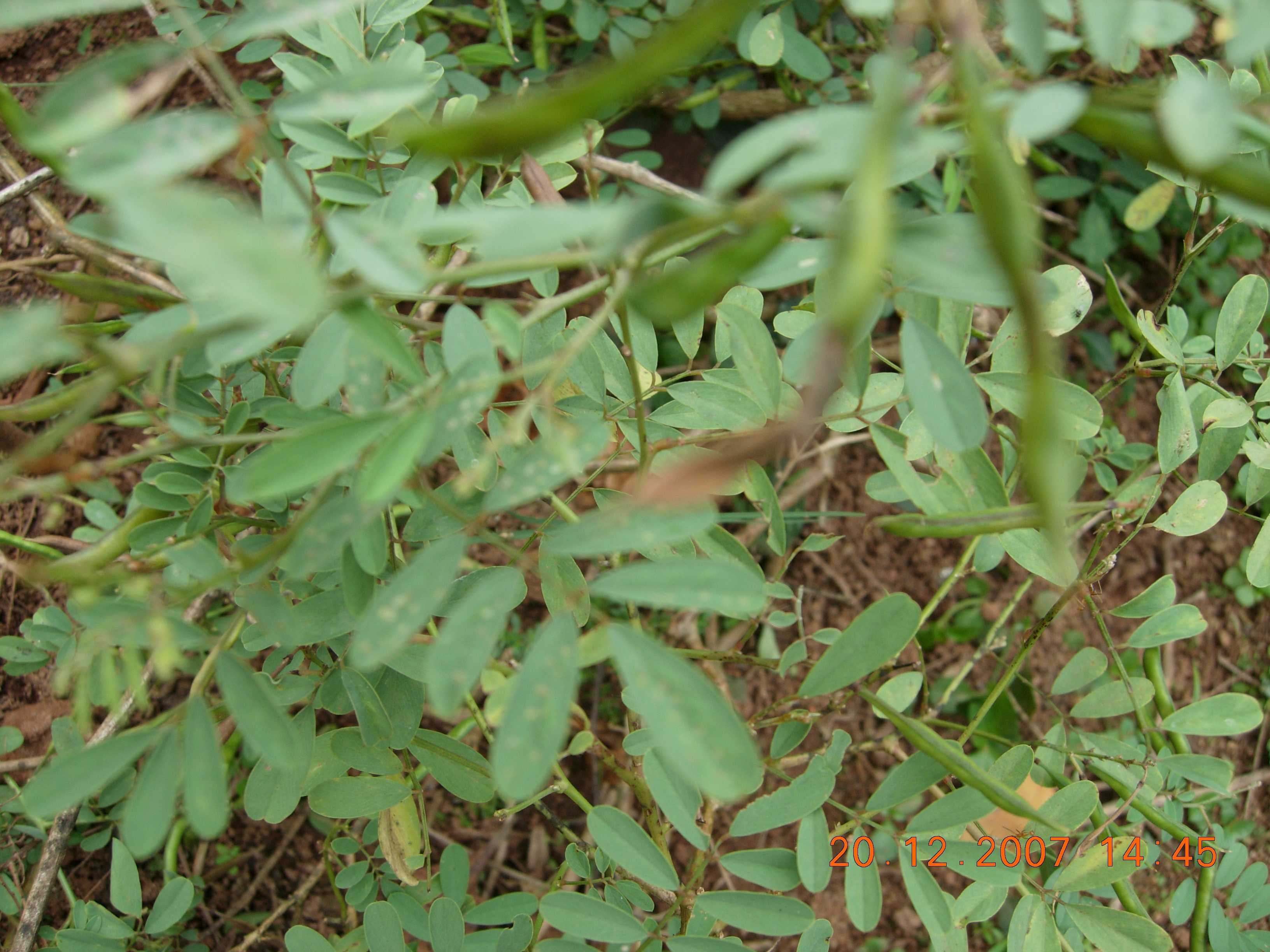
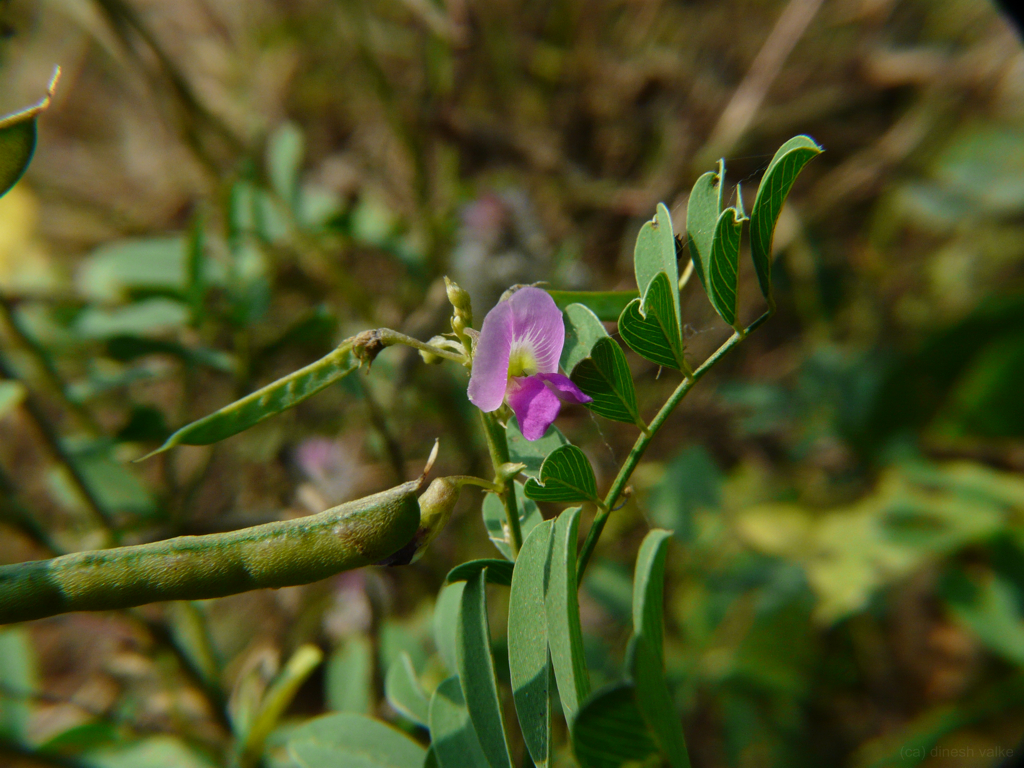